# Мечеть Нур (Хромтау)
Мечеть «Нур» (каз. «Нұр» мешіті) — мечеть в городе Хромтау Актюбинской области Казахстана, расположенная по адресу: улица Ауэзова, 4а.
Мечеть «Нур» была построена в 2005 году, вместе с православной церковью преподобного Серафима Саровского, на средства Донского ГОКа акционерного общества «ТНК „Казхром“». Финансирование осуществляется этим же предприятием. Главным имамом мечети является Алмат Амангельдиевич Алиев, а должность наиб-имама занимает М. Т. Усупалиев.